# Exechia nigroscutellata
Exechia nigroscutellata är en tvåvingeart som beskrevs av Landrock 1912. Exechia nigroscutellata ingår i släktet Exechia och familjen svampmyggor. Arten är reproducerande i Sverige. Inga underarter finns listade i Catalogue of Life.